# پوغوس ماکینتسیان
پوغوس مکرتچی ماکینتسیان (ارمنی: Պողոս Մկրտչի Մակինցյան؛ زادهٔ ۲۰ آوریل ۱۸۸۴ - درگذشته ۱۸ ژوئیهٔ ۱۹۳۸) یک تاریخ‌نگار ادبی، مترجم، سیاستمدار، روزنامه‌نگار اعتقادی، آموزگار، تاریخ‌نگار و سیاستمدار اهل ارمنستان بود که از تاریخ ۱۴ نوامبر ۱۹۲۱ تا تاریخ ۷ اوت ۱۹۲۲ سمت وزیر فرهنگ ارمنستان شوروی را برعهده داشت. از تاریخ آوریل ۱۹۲۱ تا تاریخ ژوئیه ۱۹۲۱ سمت وزیر امور داخله ارمنستان شوروی را برعهده داشت

## زندگی‌نامه
در ۲۰ آوریل ۱۸۸۴ در آگولیس پایین (نرکین آگولیس) به دنیا آمد و از انستیتو زبان‌های شرقی لازارف (۱۹۰۶) و دانشکده تاریخ و فلسفه دانشگاه دولتی مسکو (۱۹۱۲) فارغ‌التحصیل شد. عضو اتحادیه نویسندگان شوروی (۱۹۳۴) بود. وی دانشکده علوم الهی گئورگیان از ۱۹۱۵، مدرسه دخترانه گایانیان ایروان، کمیساریای خلق ملی‌گرایی، کمیساریای خلق برای آموزش (۱۹۱۹–۱۹۲۰) و چکا (۱۹۲۰–۱۹۲۱) فعالیت می‌کرد.  وی در ۱۸ ژوئیهٔ ۱۹۳۸ در سن ۵۴ سالگی در ایروان درگذشت.